# 二人称
二人称（ににんしょう）とは、人称の一つで、受け手（聞き手や読み手）を指す。対称とも呼ぶ。一般に数の区別がある。

## 日本語
日本語では、あなた、あなたがた、きみ、きみたちなど二人称代名詞をいう。また文法的にはっきりと名詞と区別される代名詞を持たない点で、特異である。

## 中国語
- 你、你们：「あなた、あなたたち」。もっともよく使う。
- 妳、妳们：女性に使う。「貴女」に相当する。現代文学作品によく使われる（大陸での使用はまれである。また中国語に元来この用法はなく、「妳」はもともと「奶」や「嬭」の異体字である）。
- 您：普通話で尊敬を表す二人称。
- 祢：宗教作品に見られ、「神」を表す。

## 親称・敬称
ヨーロッパの多くの言語では、二人称に親称と敬称の区別がある。一般に、敬称は他の人称代名詞の流用であり、動詞の活用は元の人称・数に従う。
フランス語では、tuが単数親称、vousが単数敬称である。このvousは元々は複数なので、複数では親称と敬称の区別はない。フランス語の人称代名詞#親称・敬称を参照。
|      | 親称 | 敬称 |
| ---- | ---- | ---- |
| 単数 | tu   | vous |
| 複数 | vous | vous |

英語もフランス語と同様の区別をしていたが、単数親称のthouが廃れ、youが単複どちらでも使われるようになった。英語の人称代名詞#二人称を参照。
ドイツ語ではSieが敬称である。これは三人称複数のsieと文法的に同じであるが、正書法では大文字で書く。ドイツ語の文法#親称・敬称を参照。
|      | 親称 | 敬称 |
| ---- | ---- | ---- |
| 単数 | du   | Sie  |
| 複数 | ihr  | Sie  |

中国語の普通話にも区別がある。「您」は複数の「你们（你們）」が変化したものなので、敬称の複数形はない。そのため、相応な名詞（「各位」「諸位」など）が使われ、また「您X位」「您几位」のような言い方もある。
|      | 親称 | 敬称 |
| ---- | ---- | ---- |
| 単数 | 你   | 您   |
| 複数 | 你们 |      |